# Ulayya bint al-Mahdi
Ulayya bint al-Mahdi, född 777, död 825, var en abbasidisk prinsessa, poet och musiker. 
Hon var dotter till den abbasidiska kalifen Al-Mahdi och hans slavkonkubin Maknuna och syster till kalifen Harun al-Rashid. Hon gifte sig med guvernör Musa ibn Isa ibn Musa al-Hashimi. 
Hon skrev dikter menade att sjungas, ofta med motiv kring kärlek, vänskap och hemlängtan, samt förhärligande av kaliferna. 
Att skriva dikter och komponera musik tillhörde de få områden där muslimska fria kvinnor kunde vinna berömmelse. Eftersom hon var en fri muslimsk kvinna kunde hon inte uppträda för andra än vid familjemottagningar vid hovet i kalifatet. Detta för att undvika anklagelser om oanständighet och jämförelser med kvinnliga slavkurtisaner som jawaris och qiyan.  Vid ett tillfälle sjöng hon duett med sin bror kalifen. Vid ett annat skrev hon kärleksdikter på uppdrag av sin svägerska Zubaidah bint Ja`far, som sedan framfördes av 2000 slavkvinnor för hennes bror kalifen, för att vända hans uppmärksamhet från en av hans favoritkonkubiner tillbaka till svägerskan.